# Fabryka Wyrobów Czekoladowych J. Pischinger i Spółka
Fabryka Wyrobów Czekoladowych J. Pischinger i Spółka – nieistniejące obecnie przedsiębiorstwo w Krakowie, produkujące wyroby cukiernicze.
Firmę założono w 1922 przy ul. Konfederackiej 1. Działała do 1928 kiedy to zbankrutowała i zlicytowano jej majątek.
Nowa fabryka powstała w 1930 przy ul. Kącik 22 na Zabłociu. Produkowano w niej torciki i krajanki. Jeszcze obecnie w Krakowie na andrut przekładany masą czekoladową mówi się „pischinger” od nazwiska właściciela tej fabryki i często pod taką nazwą ciastko jest sprzedawane w krakowskich cukierniach.
Po II wojnie firma została upaństwowiona i przejęta przez spółdzielnię „Społem”. W roku 1951 weszła, wraz z dwoma innymi fabrykami w skład Zakładów Przemysłu Cukierniczego „Wawel” jako „Zakład nr 3” a produkowano w nim głównie „Kreolkę” i „Michałki”.

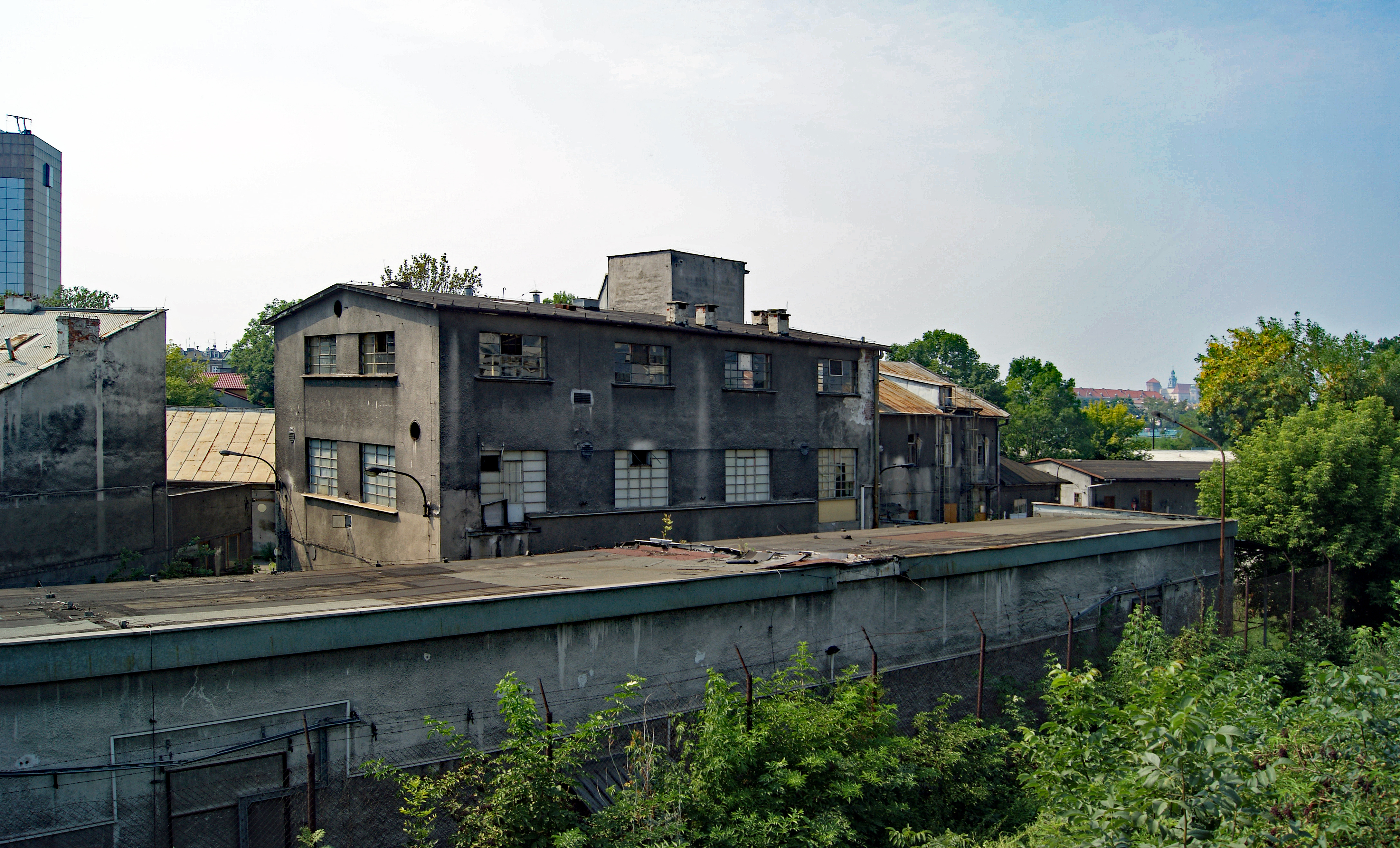
Dawna Fabryka J. Pischingera (2011)

## Źródła
- Praca zbiorowa Encyklopedia Krakowa, wydawca Biblioteka Kraków i Muzeum Krakowa, Kraków 2023, ISBN 978-83-66253-46-9, tom 1 s. 334